# Сноубординг на зимових Олімпійських іграх 2014 — сноубордкрос (чоловіки)
Змагання з сноубордкросу серед чоловіків на зимових Олімпійських іграх 2014 відбулись 18 лютого 2014 року в Роза Хутір X-Park. Посівний раунд скасовано через туман, тож для визначення учасників заїздів у раунді на вибування застосовано поточні місця в Кубку світу. Фінали перенесено на 08:30 18 лютого.

## Розклад
Вказано місцевий час (UTC+4).
| Дата      | Час   | Раунд          |
| --------- | ----- | -------------- |
| 18 лютого | 11:00 | Посівний раунд |
| 18 лютого | 13:30 | 1/8 фіналу     |
| 18 лютого | 13:52 | Чвертьфінали   |
| 18 лютого | 14:04 | Півфінали      |
| 18 лютого | 14:12 | Фінали         |

## Результати
Змагання відбулися 18 лютого.

### Раунд на вибування

#### Раунд 1/8
Посівний раунд скасовано через туман, тож для визначення учасників заїздів у раунді на вибування застосовано поточні місця в Кубку світу. Перші три місця з кожного заїзду потрапляють до чвертьфіналів.
| Місце | Номер | Ім'я            | Країна    | Нотатки |
| ----- | ----- | --------------- | --------- | ------- |
| 1     | 1     | Алекс Пуллін    | Австралія | Q       |
| 2     | 33    | Тоні Рамуан     | Франція   | Q       |
| 3     | 17    | Кевін Гілл      | Канада    | Q       |
| 4     | 16    | Нік Баумґартнер | США       |         |
| 5     | 32    | Андрій Болдиков | Росія     |         |

| Місце | Номер | Ім'я               | Країна  | Нотатки |
| ----- | ----- | ------------------ | ------- | ------- |
| 1     | 8     | Лукас Егібар       | Іспанія | Q       |
| 2     | 24    | Рехіно Ернандес    | Іспанія | Q       |
| 3     | 9     | Алекс Дейболд      | США     | Q       |
| 4     | 25    | Льюїс Марін Таррох | Андорра | DSQ     |

| Місце | Номер | Ім'я            | Країна    | Нотатки |
| ----- | ----- | --------------- | --------- | ------- |
| 1     | 5     | Тревор Джейкоб  | США       | Q       |
| 2     | 28    | Антон Ліндфорс  | Фінляндія | Q       |
| 3     | 21    | Томмазо Леоні   | Італія    | Q       |
| 4     | 12    | Нейт Голланд    | США       |         |
| 5     | 37    | Антон Копривиця | Росія     |         |

| Місце | Номер | Ім'я                | Країна   | Нотатки |
| ----- | ----- | ------------------- | -------- | ------- |
| 1     | 20    | Микола Олюнін       | Росія    | Q       |
| 2     | 4     | Алессандро Геммерле | Австрія  | Q       |
| 3     | 13    | Стіан Сівертцен     | Норвегія | Q       |
| 4     | 29    | Мацей Йодко         | Польща   |         |
| 5     | 36    | Ларо Ерреро         | Іспанія  |         |

| Місце | Номер | Ім'я               | Країна    | Нотатки |
| ----- | ----- | ------------------ | --------- | ------- |
| 1     | 14    | Константін Шад     | Німеччина | Q       |
| 2     | 3     | Омар Візінтін      | Італія    | Q       |
| 3     | 35    | Марвін Джеймс      | Швейцарія | Q       |
| 4     | 30    | Джейк Голден       | Канада    |         |
| 5     | 19    | Емануель Ператонер | Італія    | DNS     |

| Місце | Номер | Ім'я         | Країна    | Нотатки |
| ----- | ----- | ------------ | --------- | ------- |
| 1     | 6     | П'єр Волтьє  | Франція   | Q       |
| 2     | 27    | Ганно Душан  | Австрія   | Q       |
| 3     | 11    | Джаррид Х'юз | Австралія | Q       |
| 4     | 38    | Еміл Новак   | Чехія     |         |
| 5     | 22    | Юссі Така    | Фінляндія |         |

| Місце | Номер | Ім'я               | Країна    | Нотатки |
| ----- | ----- | ------------------ | --------- | ------- |
| 1     | 23    | Пауль Берґ         | Німеччина | Q       |
| 2     | 7     | Крістофер Робанске | Канада    | Q       |
| 3     | 26    | Поль-Анрі де Ле Рю | Франція   | Q       |
| 4     | 39    | Давід Бакеш        | Чехія     |         |
| 5     | 10    | Матеуш Лігоцький   | Польща    |         |

| Місце | Номер | Ім'я           | Країна    | Нотатки |
| ----- | ----- | -------------- | --------- | ------- |
| 1     | 31    | Кемерон Болтон | Австралія | Q       |
| 2     | 34    | Тім Ваттер     | Швейцарія | Q       |
| 3     | 15    | Лука Маттеотті | Італія    | Q       |
| 4     | 2     | Маркус Шайрер  | Австрія   |         |
| 5     | 18    | Роберт Фаґан   | Канада    | DSQ     |

#### Чвертьфінали
Починаючи з цієї стадії в заїздах брали участь по шість осіб, із яких далі проходили по три переможці.
| Місце | Номер | Ім'я            | Країна    | Нотатки |
| ----- | ----- | --------------- | --------- | ------- |
| 1     | 8     | Лукас Егібар    | Іспанія   | Q       |
| 2     | 17    | Кевін Гілл      | Канада    | Q       |
| 3     | 9     | Алекс Дейболд   | США       | Q       |
| 4     | 1     | Алекс Пуллін    | Австралія |         |
| 5     | 33    | Тоні Рамуан     | Франція   |         |
| 6     | 24    | Рехіно Ернандес | Іспанія   | DNF     |

| Місце | Номер | Ім'я                | Країна    | Нотатки |
| ----- | ----- | ------------------- | --------- | ------- |
| 1     | 20    | Микола Олюнін       | Росія     | Q       |
| 2     | 5     | Тревор Джейкоб      | США       | Q       |
| 3     | 13    | Стіан Сівертцен     | Норвегія  | Q       |
| 4     | 28    | Антон Ліндфорс      | Фінляндія |         |
| 5     | 4     | Алессандро Геммерле | Австрія   |         |
| 6     | 21    | Томмазо Леоні       | Італія    |         |

| Місце | Номер | Ім'я           | Країна    | Нотатки |
| ----- | ----- | -------------- | --------- | ------- |
| 1     | 6     | П'єр Волтьє    | Франція   | Q       |
| 2     | 3     | Омар Візінтін  | Італія    | Q       |
| 3     | 27    | Ганно Душан    | Австрія   | Q       |
| 4     | 14    | Константін Шад | Німеччина |         |
| 5     | 11    | Джаррид Х'юз   | Австралія |         |
| 6     | 35    | Марвін Джеймс  | Швейцарія | DNF     |

| Місце | Номер | Ім'я               | Країна    | Нотатки |
| ----- | ----- | ------------------ | --------- | ------- |
| 1     | 31    | Кемерон Болтон     | Австралія | Q       |
| 2     | 26    | Поль-Анрі де Ле Рю | Франція   | Q       |
| 3     | 15    | Лука Маттеотті     | Італія    | Q       |
| 4     | 23    | Пауль Берґ         | Німеччина |         |
| 5     | 7     | Крістофер Робанске | Канада    | DSQ     |
| 6     | 34    | Тім Ваттер         | Швейцарія | DSQ     |

#### Півфінали
| Місце | Номер | Ім'я            | Країна   | Нотатки |
| ----- | ----- | --------------- | -------- | ------- |
| 1     | 20    | Микола Олюнін   | Росія    | Q       |
| 2     | 13    | Стіан Сівертцен | Норвегія | Q       |
| 3     | 9     | Алекс Дейболд   | США      | Q       |
| 4     | 5     | Тревор Джейкоб  | США      |         |
| 5     | 8     | Лукас Егібар    | Іспанія  | DSQ     |
| 6     | 17    | Кевін Гілл      | Канада   | DNF     |

| Місце | Номер | Ім'я               | Країна    | Нотатки |
| ----- | ----- | ------------------ | --------- | ------- |
| 1     | 6     | П'єр Волтьє        | Франція   | Q       |
| 2     | 26    | Поль-Анрі де Ле Рю | Франція   | Q       |
| 3     | 15    | Лука Маттеотті     | Італія    | Q       |
| 4     | 31    | Кемерон Болтон     | Австралія |         |
| 5     | 27    | Ганно Душан        | Австрія   | DSQ     |
| 6     | 3     | Омар Візінтін      | Італія    | DNF     |

#### Фінали
Малий фінал
| Місце | Номер | Ім'я           | Країна    | Нотатки |
| ----- | ----- | -------------- | --------- | ------- |
| 7     | 8     | Лукас Егібар   | Іспанія   |         |
| 8     | 17    | Кевін Гілл     | Канада    |         |
| 9     | 5     | Тревор Джейкоб | США       |         |
| 10    | 27    | Ганно Душан    | Австрія   |         |
| 11    | 31    | Кемерон Болтон | Австралія | DNF     |
| 12    | 3     | Омар Візінтін  | Італія    | DNS     |

Великий фінал
| Місце | Номер | Ім'я               | Країна   | Нотатки |
| ----- | ----- | ------------------ | -------- | ------- |
| 1     | 6     | П'єр Волтьє        | Франція  |         |
| 2     | 20    | Микола Олюнін      | Росія    |         |
| 3     | 9     | Алекс Дейболд      | США      |         |
| 4     | 26    | Поль-Анрі де Ле Рю | Франція  |         |
| 5     | 13    | Стіан Сівертцен    | Норвегія |         |
| 6     | 15    | Лука Маттеотті     | Італія   |         |